# Accademia degli Incamminati

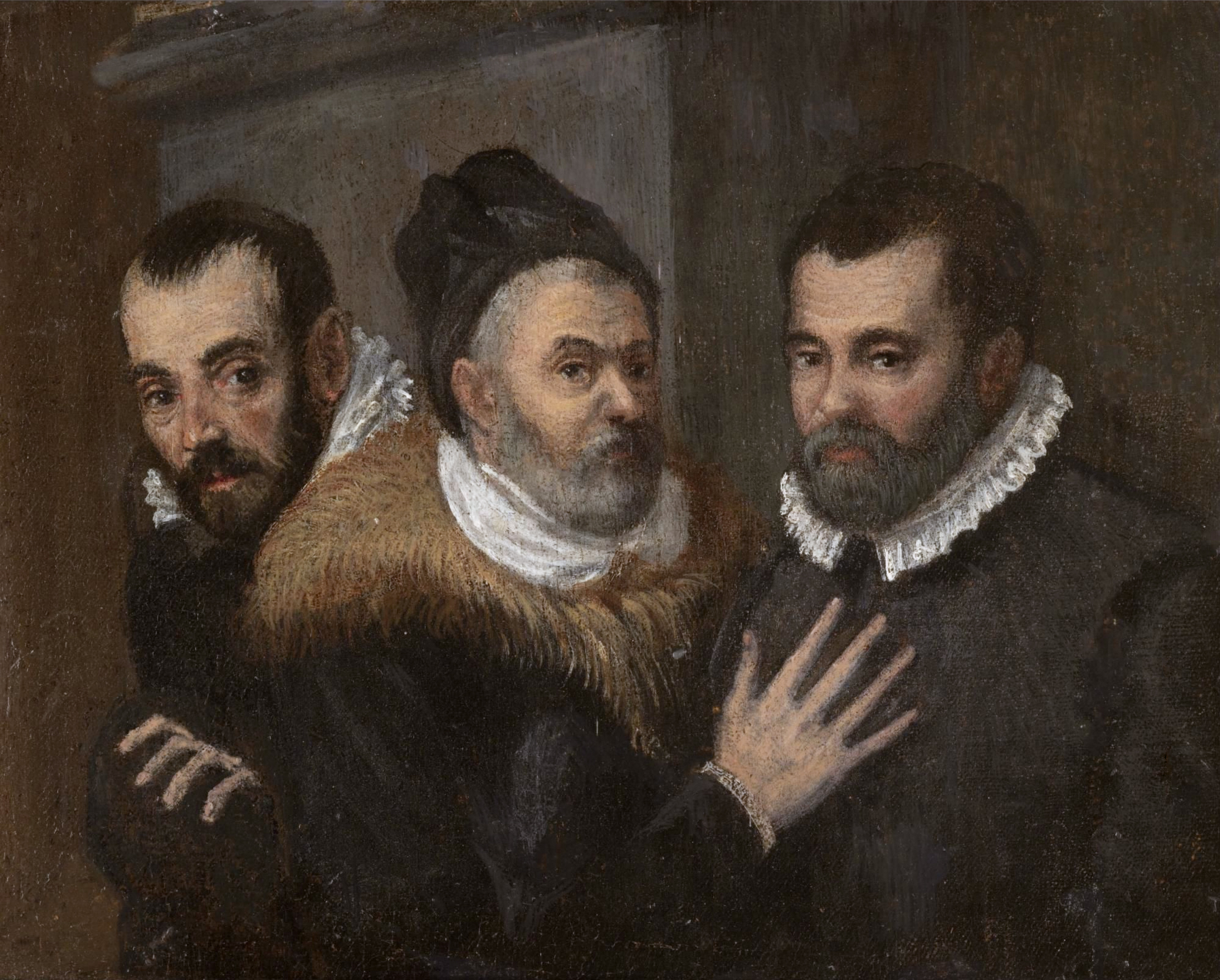
Bildnis der Carraccis, von links nach rechts Annibale, Ludovico und Agostino

Die Accademia degli Incamminati (wörtliche Übersetzung: Akademie der Aufbrechenden) war eine der ersten Kunstakademien Italiens, gegründet von den Carracci um 1582 in Bologna.

## Gründung, Geschichte
Die erste Akademie für Malerei in Italien, die Accademia delle Arti del Disegno, wurde 1563 in Florenz auf Anraten von Giorgio Vasari gegründet. Im Sinne Leonardo da Vincis konzentrierte sie sich ganz auf das Studium des menschlichen Körpers und seiner Proportionen sowie die künstlerische Erforschung der Perspektive. Im Jahr 1577 wurde in Rom die Accademia di San Luca gegründet und 1582, andere Quellen sprechen von 1583, folgte Bologna.
Die drei Carracci wurden im Zeitraum von fünf Jahren geboren. Der Älteste, Ludovico, geboren 1555, war der Vetter der Brüder Agostino und Annibale Carracci. Trotz der erbitterten Rivalität der alteingesessenen Maler gelang es den Carracci, die junge aufstrebende Künstlerschaft Bolognas in ihr Atelier zu holen und dort durch gründliche Unterweisung auszubilden. Die Institution hieß zuerst Accademia dei Desiderosi, Akademie jener, die „Fortschritt erstreben/erreichen wollen“, kurz Schule der Strebenden. Den später gebräuchlichen Namen Accademia degli Incamminati kann man auch als „Schule der auf den rechten Weg Gebrachten“ übersetzen, steht doch incamminare für: in Gang bringen, aufbrechen. In späteren Jahren kam auch Agostinos Sohn Antonio Carracci, geboren um 1589, hinzu.
Die sogenannte „Carracci-Reform“, Kern der Lehre an der Akademie, wollte den erstarrten Manierismus überwinden. Propagiert wurde eine neue Orientierung an der Renaissance, besonders an Michelangelo, Raffael und Correggio. Zugleich wurden, wie in Florenz und Rom, gezielte Studien nach der Natur gefordert und gefördert. Der neue Stil ist gekennzeichnet durch kraftvolles Pathos und die Verbindung von Naturalismus mit klassischer Idealität. Die Akademie wurde zum Ausgangspunkt hochbarocker Strömungen, vom Akademismus über den barocken Klassizismus hin zum dekorativen Barock – und zum Dreh- und Angelpunkt der Bologneser Schule. Die Carracci prägten in der Altarmalerei einen neuartigen, durch monumentale Vereinfachung bestimmten Stil, beeinflussten ferner das barocke Porträt, auch das Genrebild und die Groteske. Die Auswirkungen der barocken Reformen reichten bis in die Landschaftsmalerei eines  Poussin oder  Lorrain.
Mit Ausnahme des charismatischen Ludovico starben die Carracci allesamt in jungen Jahren, Agostino 1602, Annibale 1609 und Antonio 1618.
Nachfolgeinstitution ist die 1710 gegründete Accademia di Belle Arti di Bologna.

### Namhafte Mitglieder
- Giacomo Cavedone, Leiter ab 1619
- Guido Reni
- Giacomo Santarelli